# كلينتون ودبيري هوارد
كلينتون ودبيري هوارد (بالإنجليزية: Clinton Woodbury Howard)‏ هو قاضي ومحامي أمريكي، ولد في 25 يوليو 1864، وتوفي في 23 فبراير 1937.